# Carrerapyrgota personata
Carrerapyrgota personata är en tvåvingeart som först beskrevs av Lutz och Lima 1918.  Carrerapyrgota personata ingår i släktet Carrerapyrgota och familjen Pyrgotidae. Inga underarter finns listade i Catalogue of Life.